# Делувијални процес
Делувијални процес је геоморфолошки процес који настаје при деловању повремених дифузних токова на нерастворљиве стенске масе. Дифузни токови воде настају при појави већих количина површинских вода, обично током интензивних падавина, или при отапању снежног покривача. Засићено тло није у стању да упије сву количину воде и она се дифузно, целом површином терена гравитационо слива низ падину. Сливање се обавља процеђивањем кроз површински слој растреситог материјала настао у елувијалном процесу.

## Терминологија
Назив делувијални процес води порекло од латинске речи deluvere, у преводу спирати. У нашој терминологији тај процес назива се процес површинског спирања. Термин прецизно означава суштину процеса – спирање растреситог материјала дејством површинских дифузних вода.
Појам делувијалног процеса код нас се често замењује и појмом денудација. Замена је суштински неправилна. Денудација у геоморфологији означава скидање површинског растреситог материјала и оголићавање матичне стене. Међутим, та појава је карактеристична за све егзогене процесе, тако да је замена назива делувијалног процеса овим термином потпуно неправилна.

## Механизам процеса
Агенс делувијалног процеса представља повремен дифузан ток воде, који се слива низ падину. Један део те воде упија тло, док се други процеђује кроз елувијални материјал. Мала количина воде и мања брзина њеног процеђивања условљавају веома малу кинетичку енергију. При дифузном току воде покрећу се само најситније честице, до милиметарског реда величине.
Ерозија се у делувијалном процесу обавља искључиво у елувијалном материјалу. Матична стена није нападнута. У ерозији удружено учествују дифузне површинске воде (делувијални процес у ужем смислу речи) и гравитација (колувијални процес).
Материјал се низ падину транспортује на мала растојања и кратко траје. Растојања су од метарског до декаметарског реда величина. Дужина трајања одговара дужини снажних падавина. Транспорт је скоковит, са повременим застајањем и поновним покретањем. Таква својства транспорта не дозвољавају ни знатнију обраду материјала, нити његову класификацију по крупноћи.
Транспортован материјал акумулира се на местима смањења нагиба падине, или у њеном подножју. Акумулиран материјал је веома слабо обрађен, потпуно незаобљен и практично несортиран по крупноћи.

## Морфолошки значај процеса
У делувијалном процесу покреће се и односи растресит материјал настао у елувијалном процесу. Дешава се, дакле, непрекидно оголићавање стена. На тај начин стенска маса је непрекидно изложена дејству физичко – хемијског распадања и ефекти елувијалног процеса се интензивирају.
Материјал покренут и акумулиран дејством дифузних токова воде носи назив делувијум. Тај материјал се таложи на местима ублажавања нагиба падина, покрива матичну стену, тј. обавља инудацију терена. Таложењем делувијума настаје прекривач растреситог материјала.
У формирању делувијалног прекривача значајну улогу има и дејство повремених, линијских токова, дефинисано као пролувијални процес. Ефекти делувијалног и пролувијалног процеса не могу се међусобно стриктно разликовати. Стога се облик настао удруженим дејством делувијалног и пролувијалног процеса назива делувијално – пролувијални застор.
Делувијално – пролувијални застор ублажава нагиб падине. Тиме се, међутим, стабилност падине не повећава, већ се смањује. Растресит, невезан материјал застора веома је подложан покретању. При повећању влажности, приликом обилних падавина или при топљењу снега, материјал поново креће низ падину. Посебно значајна покретања делувијума јављају се при трусним ударима.

## Облици настали ерозијом тла
Ерозија тла представља геоморфолошки процес убрзане денудације и одношења растреситог земљишта дезорганизованим отицањем кишнице и бујичарских водених токова. Облици настали овим процесом могу се сврстати у две групе. Прва група настаје површинским кретањем воде (ерозивни плочник, денудационе терасе), а друга линијским отицањем. У другу групу облика спадају браздице, бразде, вододерине и јаруге. „Путна ерозија” је облик линијске ерозије везан за сеоске путеве. Манифестује се у виду низа мање-више паралелних бразди и јаруга на месту некадашњих путева, које се у неким крајевима Србије ознчавају као „путиште”. Поред ове две групе облика, које се означавају као основни облици, постоје и други облици настали као резултат деловања комплексних и специфичних физичко-географских услова. Посебан облик ерозије тла је „сурдук”. Он је антропогеном делатношћу измењена јаруга. Сурдук је везан за лесне платое, који су карактеристични за Војводину. „Рђаве земље” („бедлендс”) је појава потпуно огољених и облицима линијског кретања воде рашчлањених падина. Јавља се у рељефу који се одликује великим падовима топографске површине, а представљена је системом плићих или дубљих ерозивних бразди, вододерина и јаруга. Ова појава уочава се у Врањској котлини, Грделичкој клисури, у црвеним пешчарима Старе планине итд. „Главутци” или „земљане пирамиде” представљају стубове од растреситог материјала на чијем врху се налази заштитни стеновити блок у виду капе. Ови стубови заостали су у рељефу, у односу на околно земљиште, јер су их стеновити блокови непосредно изнад њих заштитили од спирања. Најпознатији пример овог облика у Србији је „Ђавоља варош”, а има их и између Врања и Џепа, у Овчијем пољу итд.
У акумулативне денудационе облике рељефа спадају педименти и плавине.
Облици линијске водне ерозије имају сличности са флувијалним ерозивним облицима (речно корито и речне долина). Како би могли да се генетски диференцирају од њих, постављени су извесни критеријуми. Критеријуми су: облик уздужног профила, облик попречног профила и однос овлаженог профила према попречном профилу.
Један облик генетски припада денудационим облицима уколико испуњава следеће услове:
1. Његов уздужни профил треба да је приближно подударан са топографском површином.
2. Његов попречни профил засеца топографску површину у виду латиничног слова ”V”, без знатнијих деформација.
3. Његов овлажени профил готово да одговара његовом попречном профилу.[2]